# مرکز تجارت جهانی هفت
مرکز تجارت جهانی (ساختمان شماره ۷) یا مرکز تجارت جهانی هفت در مرکز تجارت جهانی در منهتن، شهر نیویورک قرار دارد. این سازه، در حال حاضر دومین ساختمان با این نام و آدرس در آن مکان می‌باشد. ساختار اصلی در سال ۱۹۸۷ تکمیل شد و در حملات ۱۱ سپتامبر نابود گشت. این ساختمان در سال ۲۰۰۶ باز شد، هر دو ساختمان توسط لری سیلورستاین، که دارای اجاره نامه زمین از بندر نیویورک و نیوجرسی بودند توسعه داده شد.
مرکز تجارت جهانی (ساختمان شماره ۷) اصلی ۴۷ مرتبه، و دارای سنگ‌های تراش داده شده قرمز، و به شکل ذوزنقه‌ای بود. گردشگاه بالا ساختمان به میدان مرکز تجارت جهانی متصل می‌شود. ساختمان روی یک پست قدرت تثبیت ادیسون، واقع شده که از نظر طراحی سازه منحصر بفرد می‌بود. هنگامی که ساختمان در سال ۱۹۸۷ افتتاح شد، سیلوراستاین دارای مشکلاتی برای جذب مستاجران بود. در سال ۱۹۸۸، سالومون برادرز قرارداد طولانی مدت امضا و از مستاجران اصلی ساختمان شدند. در ۱۱ سپتامبر سال ۲۰۰۱، مرکز تجارت جهانی (ساختمان شماره ۷) هنگامی که برجی در شمال مرکز تجارت جهانی فرو ریخت توسط اصابت خرده‌های آن آسیب دید. این خرده‌ها سبب آتش‌سوزی شد، که تا بعد از ظهر در سراسر طبقه‌های پایینی ساختمان ادامه داشت. داخل ساختمان فاقد سیستم فشار آب برای مقابله با آتش‌سوزی بود، و با توجه به FEMA ساختمان در ۰۵:۲۱:۱۰ به‌طور کامل فرو ریخت، در حالی که مطالعات NIST 2008 زمان فروپاشی نهایی را در ۰۵:۲۰:۵۲ بعد از ظهر اعلام کرد. فروپاشی زمانی شروع شد که یک ستون داخلی مهم قلاب شده و باعث شکست ساختاری در طول آن گشت، که در ۱۷:۲۰:۳۳ اول از قسمت بیرونی با فروریختن ساختار پنت هاوس پشت بام قابل مشاهده بود. سقوط این ساختمان به علت آتش‌سوزی غیرقابل کنترل بود و مرکز تجارت جهانی ۷ اولین ساختمان بلند شناخته شده در جهان بود که به علت آتش فرو ریخت.
ساخت و ساز مرکز تجارت جهانی (ساختمان شماره ۷) جدید در سال ۲۰۰۲ آغاز شد و در سال ۲۰۰۶ به پایان رسید. این ساختمان ۵۲ طبقه به همراه یک طبقه زیر زمین، بیست و هشتمین ساختمان بلند در نیویورک بود. این ساختمان به صورت اثر کوچکتری از نسخه اصلی ساخته شده‌است، اجازه می‌دهد تا خیابان گرینویچ از طریق ترایبکا ترمیم شود و مرکز تجارت جهانی از جنوب به پارک باتری ختم گردد. ساختمان جدید توسط گرینویچ وسی، واشینگتن، و خیابان بارکلی محدود می‌شود. یک پارک کوچک در سراسر خیابان گرینویچ فضایی را اشغال می‌کند که آن قسمت بخشی از ساختمان اصلی بود. طراحی ساختمان فعلی بر ایمنی تأکید دارد، دارای یک هسته بتنی مسلح، راه پله پهن‌تر و ضخیم‌تر ضد حریق و ستون‌های فولادی می‌باشد. این ساختمان همچنین دارای ویژگی‌های طراحی سبز متعدد است. این ساختمان اولین ساختمان اداری و تجاری در شهر نیویورک است که از شورای ساختمان‌سازی ایالات متحده پیشرو در طراحی محیطی و انرژی (LEED)، موفق به کسب یک امتیاز طلایی شده‌است. این نیز یکی از اولین پروژه‌های پذیرفته شده به عنوان بخشی از برنامه آزمایشی شورا برای رهبری در طراحی انرژی و محیط زیست بود.

## ساختمان اصلی (۱۹۸۳–۲۰۰۱)

### طراحی و نقشه
ساختمان شماره ۷ اصلی مرکز تجارت جهانی یک ساختمان ۴۷ طبقه، طراحی شده توسط امری راث و پسران، با نمای سنگ گرانیت قرمز بود. این ساختمان ۶۱۰ فوت (۱۹۰ متر) ارتفاع داشت، و نقش ذوزنقه‌ای اش ۳۳۰ فوت (۱۰۰ متر) طول و ۱۴۰ فوت (۴۳ متر) عرض را دارا بود. مدیریت ساخت و ساز ساختمان، را در سال ۱۹۸۳، تیشمن ریالیتی به عهده داشت. در ماه مارس سال ۱۹۸۷، ساختمان را افتتاح کرد، و به هفتمین ساختار مرکز تجارت جهانی تبدیل شد.
ساختمان روی پست باهم ادیسون که در محل از سال ۱۹۶۷ ساخته شده بود، قرار داشت. طراحی آن به گونه‌ای بود که بتواند وزن یک ساختمان ۲۵ طبقه شامل ۶۰۰۰۰۰ فوت مربع (56000 M2)، را تحمل کند. طرح نهایی برای مرکز تجارت جهانی ۷ به گونه‌ای بود که یک ساختمان بسیار بزرگ‌تر از برنامه‌ریزی اصلی، ساخته شود. طراحی ساختاری ساختمان شماره ۷ مرکز تجارت جهانی شامل یک سیستم از ستون گرانش ترسس انتقال است که بین طبقه ۵ و ۷ واقع و برای انتقال بار به پایه‌های کوچکتر می‌باشد. محفظه نصب شده در سال ۱۹۶۷، همراه با امکانات جدید مورد استفاده قرار گرفت، طبقه ۵ به عنوان یک دیافراگم ساختاری، عمل می‌کرد که پایداری جانبی و توزیع بارهای بین محفظه‌های جدید و قدیمی را تأمین می‌نمود. بالاتر از طبقه ۷، طراحی ساختار ساختمان لوله قاب معمولی به همراه ستون درون هسته و محیط و بارهای جانبی توزیع شده بود، و مقاومت را به وسیله چهارچوب‌های لحظه‌ای افزایش می‌داد.

ترسس انتقال مورد استفاده در طبقه ۵–۷ برای توزیع مجدد بار به فداسیون.

حمل و نقل و دریافت در سطح شیب دار، در کل قسمتی از مجموعه مرکز تجارت جهانی، را اشغال می‌کند. ساختمان از طبقه ۳ به پایین باز بود، تا ارائه فضا برای ترخیص کالا از کامیون در سطح شیب دار و حمل و نقل امکان‌پذیر شود. اسپری ضد حریق برای عناصر سازه‌های فولادی بر اساس گچ مونوکوت آماده بود که یک امتیاز آتش دو ساعته برای پرتوهای فلزی، پل و ترسس، و رتبه سه ساعته برای ستون‌ها دارا بود.
تجهیزات مکانیکی در طبقه چهار تا هفت نصب شدند، از جمله ۱۲ ترانسفورماتور در طبقه ۵. چند سامانه برق اضطراری در ساختمان نصب شده و توسط دفتر مدیریت اضطراری، سالومون اسمیت بارنی، و مستاجرین دیگر مورد استفاده قرار گرفت. به منظور تأمین ژنراتور، ۲۴۰۰۰ گالن (91000 L) از سوخت دیزل زیر سطح زمین ذخیره شد و مورد استفاده قرار گرفت. قطعات سوخت دیزل در سطح زمین، تا طبقه نهم قرار داده شده‌است. پس از بمب‌گذاری مرکز تجارت جهانی از ۱۹۹۳ فوریه ۲۶، شهردار شهر نیویورک، رودی جولیانی تصمیم به قرار دادن مرکز فرماندهی اورژانس و مخازن سوخت همراه در ساختمان شماره ۷ مرکز تجارت جهانی گرفت. اگرچه این تصمیم با توجه به حوادث ۹/۱۱ مورد انتقاد قرار گرفت، امروز بر این باور نیستند که وجود سوخت به سقوط ساختمان کمک کرده‌است. سقف ساختمان شامل پنت هاوس غربی کوچک و یک پنت هاوس مکانیکی شرقی بزرگتر بود.
هر طبقه ۴۷۰۰۰ فوت مربع (4400 M2) از فضای اداری قابل اجاره را شامل می‌شد که طرح‌های طبقه ساختمان به‌طور قابل توجهی بزرگتر از بسیاری از ساختمان‌های اداری در شهر بود. در مجموع، مرکز تجارت جهانی ۷، ۱۸۶۸۰۰۰ فوت مربع (173500 M2) از فضای اداری را اشغال می‌کرد. دو پل عابر پیاده، مجتمع مرکز تجارت جهانی را به خیابان وسی، و طبقه سوم مرکز تجارت جهانی ۷ متصل می‌نمود. لابی‌های مرکز تجارت جهانی ۷ دارای سه نقاشی دیواری بودند که توسط آل‌هلد ارائه شده‌اند: دایره سوم، پان شمالی دوازده و ورسس هفت.

### مستاجران

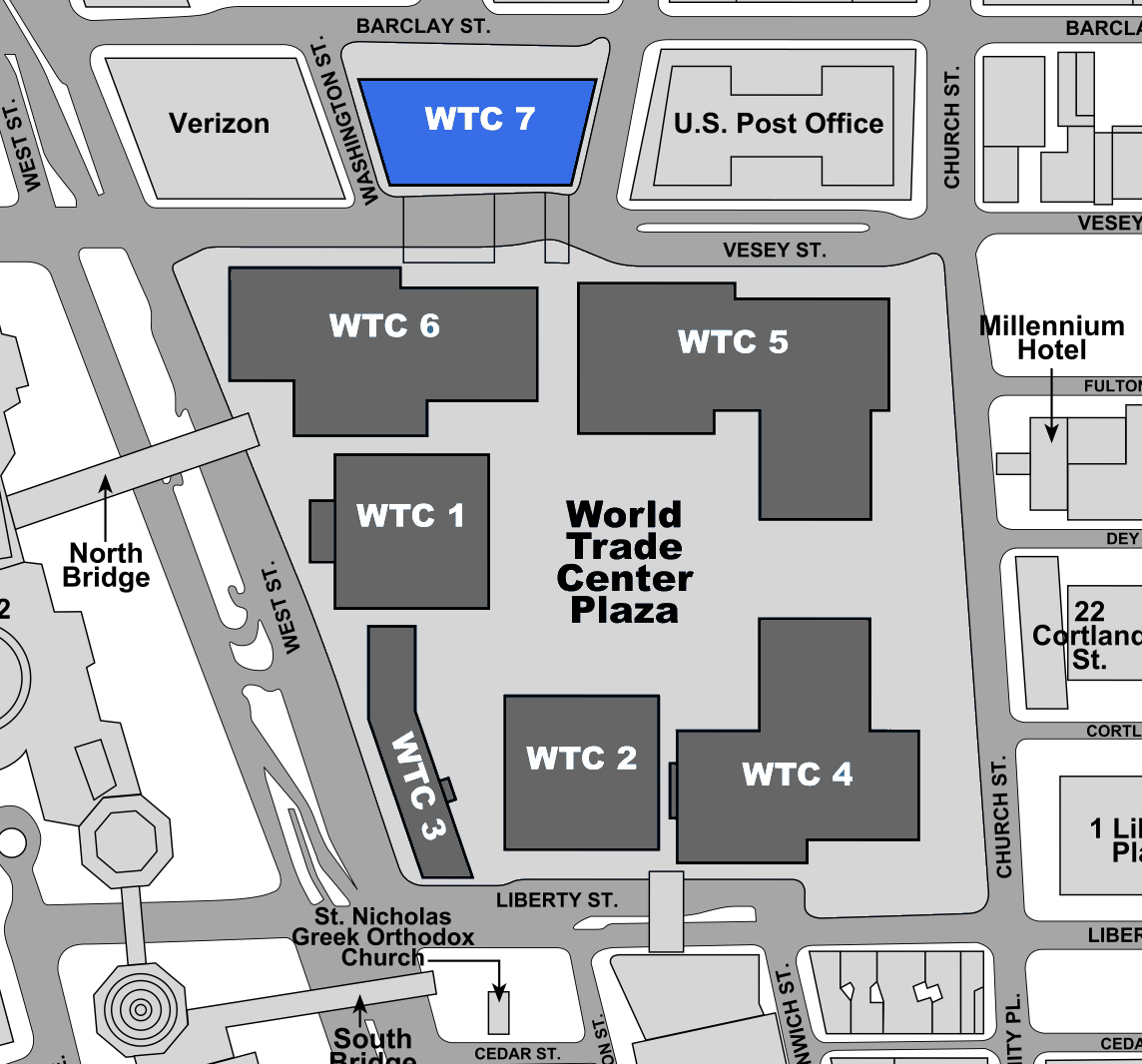
موقعیت ساختمان ۷ در رابطه با دیگر ساختمان‌های مرکز تجارت جهانی قبل از ۱۱ سپتامبر ۲۰۰۱

در ماه ژوئن سال ۱۹۸۶، قبل از اینکه ساخت و ساز به پایان برسد، سیلوراستاین درکسل برنهام لمبرت اجاره کل مرکز تجارت جهانی ۷ را به مبلغ ۳ میلیارد دلار و برای طول مدت ۳۰ سال به امضا رساند. در دسامبر ۱۹۸۶، پس از رسوایی ایوان بوئسکی، درکسل برنهام لمبرت اجاره نامه را لغو کرد و پسیلوراستاین برای پیدا کردن مستاجرین دیگر تلاش نمود. اسپایسر و اوپنهایم به اجاره ۱۴ درصد از فضا، برای بیش از یک سال، توافق کردند در تحت تأثیر قرار بازار، سیلوراستاین قادر به پیدا کردن مستأجر برای فضای باقی‌مانده نبود. در آوریل سال ۱۹۸۸، سیلوراستاین مجبور به کاهش اجاره شد.
در نوامبر سال ۱۹۸۸، سالومون برادرز از طرح‌هایی برای ساخت یک مجتمع بزرگ جدید در میدان کلمبوس در میدتاون منهتن و به مدت ۲۰ سال برای ۱۹ طبقه بالای مرکز تجارت جهانی ۷ موافقت کرد. این ساختمان در سال ۱۹۸۹ به‌طور گسترده بازسازی شد. این موضوع موجب تغییر نام ساختمان به ساختمان سالومون نامگذاری شد. بیشتر سه طبقه موجود از مستأجر خالی شده و طبقات دیگر اشغال شدند. بیش از ۳۵۰ تن از فولاد به ساخت سه طبقه برای اضافه شدن دو برابر ارتفاع مورد استفاده قرا گرفت. نه دیزل ژنراتور در طبقه ۵ به عنوان بخشی از یک نیروگاه برق پشتیبانی نصب شد. یکی از مدیران سیلوراستاین عنوان کرد، «اساساً، سالومون در حال ساخت یک ساختمان درون یک ساختمان دیگر است، و آن یک ساختمان اشغال شده بود، که در وضعیت پیچیده قرار داشت». به گفته لری سیلوراستاین، این کار غیرمعمول ممکن بود، چرا که آن ساختمان برای اجازه می‌دهد طراحی شده بود.
در زمان حملات ۱۱ سپتامبر ۲۰۰۱، سالومون اسمیت بارنی بزرگترین مستأجر در مرکز تجارت جهانی ۷ بود، ۱۲۰۲۹۰۰ فوت مربع (111750 M2) را اشغال می‌کرد که ۶۴ درصد از ساختمان و طبقه ۲۸–۴۵ را شامل می‌شد. سایر مستاجرین اصلی شامل گروه ITT هارتفورد بیمه با ۱۲۲۵۹۰ فوت مربع، بانک اکسپرس بین‌المللی آمریکا ۱۰۶۱۰۷ فوت مربع، بانک استاندارد چارترد ۱۱۱۳۹۸ فوت مربع و اوراق بهادار و کمیسیون اوراق بهادار ۱۰۶۱۱۷ فوت مربع بود. مستاجران کوچکتر شامل شورای منطقه‌ای خدمات درآمد داخلی ۹۰۴۳۰ فوت متر مربع و سرویس مخفی ایالات متحده آمریکا ۸۵۳۴۳ فوت مربع بودند. کوچکترین مستاجران شامل دفتر مدیریت اضطراری شهر نیویورک، انجمن ملی بیمه عالی‌رتبه دولتی، وام بانکی خانه فدرال، گروه اولین دولت مدیریت، مدیریت مالی آتیه، و خدمات مهاجرت و تابعیت بودند. وزارت دفاع ایالات متحده آمریکا (DOD) و سیا (CIA) در طبقه ۲۵ با IRS مشترک بودند. کف طبقه ۴۶–۴۷ مکانیکی بودند، به عنوان پایین شش طبقه و بخشی از طبقه هفتم بود.

### ۹/۱۱ و فروپاشی

#### سقوط

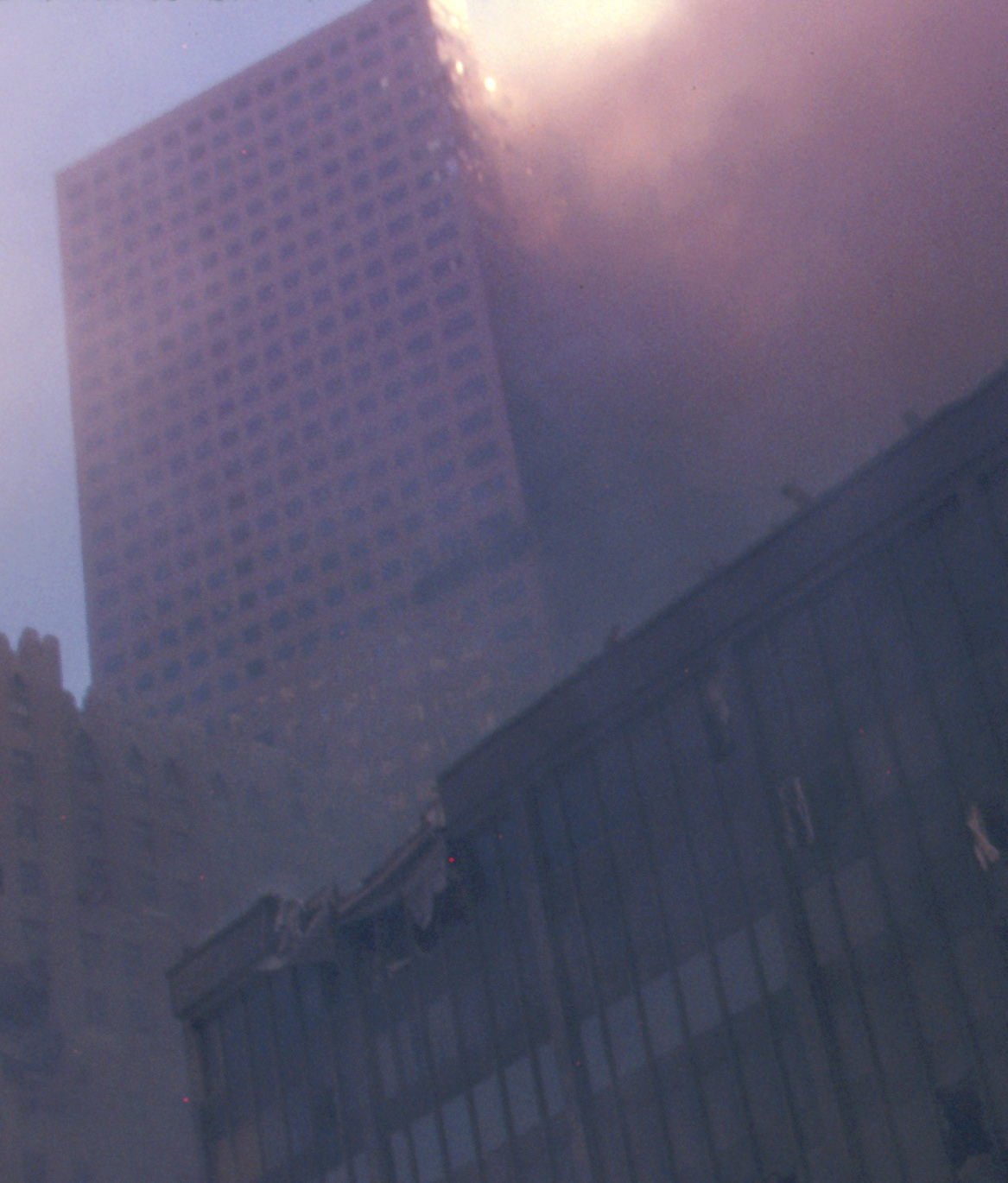
مرکز تجارت جهانی ۷ در آتش پس از فروپاشی برجهای دوقلو در ۹/۱۱

در سقوط برج شمالی در تاریخ ۱۱ سپتامبر سال ۲۰۰۱، ضربه سنگین به مرکز تجارت جهانی ۷، وارد شد و باعث آسیب رساندن به چهره جنوب ساختمان گشت و آتش‌سوزی شروع گشت و تا بعد از ظهر ادامه داشت. فروپاشی همچنین باعث آسیب به گوشه جنوب غربی بین طبقات ۷ و ۱۷ و در جبهه جنوبی بین طبقه ۴۴ و سقف شد. دیگر آسیب ساختاری ممکن است شامل بریدگی‌های عمودی بزرگ در نزدیکی مرکز جبهه جنوبی بین طبقه ۲۴ و ۴۱ باشد. این ساختمان به یک سامانه پاششی اطفاء حریق مجهز شده بود، اما چون سیستم آب پاش دستی بود و اتوماتیک نبود ساختمان آسیب‌هایی را متحمل شد، زیرا فشار آب کم بود و سیستم به حد کافی تغذیه نمی‌شد.
پس از سقوط برج شمالی، برخی از آتش‌نشان‌ها وارد مرکز تجارت جهانی ۷ شدند تا آن را جستجو کنند. آن‌ها تلاش کردند شعله‌های کوچک آتش را خاموش کنند، اما فشار آب کم بود با وجود این همه تلاش آن‌ها نتوانستند آتش را خاموش کنند. در آن روز، آتش‌سوزی از کنترل خارج شد و چند طبقه از مرکز تجارت جهانی ۷ را دربر گرفت. شعله‌های آتش در سمت شرق از ساختمان قابل مشاهده بود. در طول بعد از ظهر، آتش نیز در طبقه ۶–۱۰، ۱۳–۱۴، ۱۹–۲۲، و ۲۹–۳۰ به‌طور خاص دیده می‌شد. به ویژه، آتش‌سوزی در طبقه ۷ از ۹ و ۱۱ تا ۱۳ ادامه داشت و در طول بعد از ظهر خارج از کنترل بود. . در حدود ۰۲:۰۰، آتشنشانان متوجه برآمدگی در گوشه جنوب غربی ساختمان شماره ۷ مرکز تجارت جهانی بین طبقه ۱۰ و 13th، شدند که نشانه ناپایداری ساختمان بود و ممکن بود سقوط کند. در طول بعد از ظهر، آتش نشانان از ساختمان صدای شکستی را شنیدند. در حدود ۳:۳۰ بعد از ظهر رئیس دانیل نیگرو تصمیم به توقف عملیات امداد و نجات، حذف سطح، و جستجو در امتداد سطح باقی‌مانده در نزدیکی مرکز تجارت جهانی و تخلیه منطقه به دلیل نگرانی برای ایمنی پرسنل گرفت. در ۰۵:۲۰:۳۳ با توجه به FEMA)، ساختمان شروع به منفجر شدن کرد، با فروریختن از پنت هاوس مکانیکی در شرق، زمانی که ساختمان به‌طور کامل فرو ریخت: در ۰۵:۲۱:۱۰ با توجه به FEMA EDT، و در 17:20:52 EDT توجه به NIST. هیچ تلفات مرتبط با سقوط وجود ندارد.

#### گزارش‌ها
در ماه مه سال ۲۰۰۲، سازمان مدیریت بحران فدرال (FEMA) گزارشی از فروپاشی بر اساس تحقیقات اولیه به‌طور مشترک با مؤسسه مهندسی سازه انجمن مهندسان عمران آمریکا تحت رهبری دکتر ژن کورلی، آیووا، PE تهیه کرد. FEMA بر اساس یافته‌های اولیه از سقوط اعلام کرد که در درجه اول با تأثیر از فروپاشی 1 WTC و 2 WTC آسیب‌های جدی به ساختمان وارد نشد اما آتش‌سوزی در طبقات متعدد دو برج دیگر باعث آسیب دیدن ساختمان شد و به دلیل کمبود آب در آب پاش آتش نشانان نتوانستند آتش را خاموش کنند. در این گزارش در مورد علت سقوط به نتیجه نرسیدند و خواستار تحقیقات بیشتری شدند. طبق تحقیقات، پیشرفت فروپاشی، با شکست ساختاری در طبقه پایین‌تر، در سمت شرق ساختمان و پیشرفت عمودی تا پنت هاوس مکانیکی شرق، شروع شد.

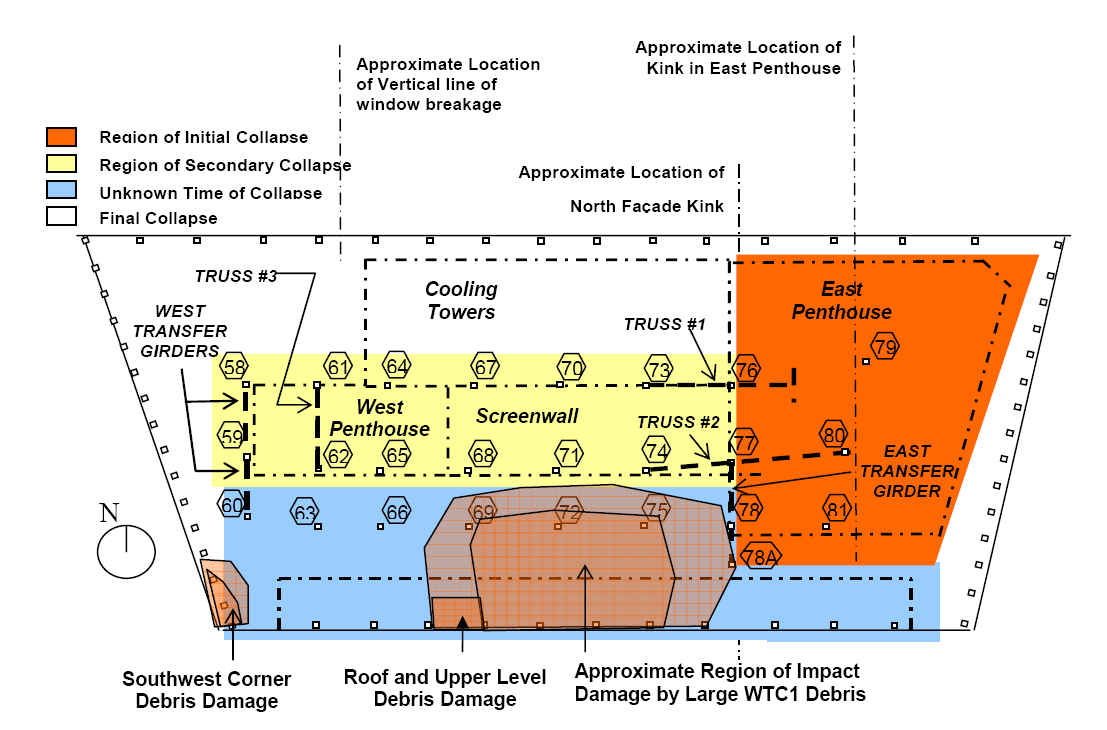
طرح پیش‌روی سقوط ساختمان؛ شکست ساختاری در طبقات پایینی و بخش شرقی ساختمان صورت گرفت، و به صورت عمودی تا پنت‌هاوس مکانیکی شرقی ادامه یافت.

پس از آن، مؤسسه ملی استاندارد و فناوری (NIST) به شکست ساختاری و فروپاشی مرکز تجارت جهانی و برج‌های دوقلو مرکز تجارت جهانی ساختمان شماره ۷ رسیدگی کرد. این تحقیقات، به رهبری دکتر S. شیام، مسلط بر مهارت‌های فنی و همچنین چندین مؤسسه خصوصی در خارج، از جمله مؤسسه مهندسی سازه انجمن مهندسان عمران آمریکا (SEI / ASCE)؛ انجمن مهندسین حفاظت از آتش (SFPE)؛ انجمن ملی حفاظت از آتش (NFPA)؛ مؤسسه آمریکایی فلزی ساخت و ساز (AISC)؛ شورای ساختمان‌های بلند و زیستگاه شهری (CTBUH)؛ و انجمن مهندسین سازه نیویورک (SEAoNY) انجام شد.
بخش عمده این تحقیقات از ساختمان شماره ۷ مرکز تجارت جهانی تا بعد از تکمیل شدن گزارش‌ها در برج‌های دوقلو به تعویق افتاد. در این میان، NIST یک گزارش اولیه در مورد مرکز تجارت جهانی ۷ در ژوئن سال ۲۰۰۴ ارائه داد، و پس از آن به روز رسانی‌های گاه به گاه داده‌ها انجام شد. با توجه به NIST، بررسی مرکز تجارت جهانی ۷ به دلایل مختلف به تعویق افتاده بود، از جمله این که کارکنان که به صورت تمام وقت در زمینه علت یابی فروپاشی برج‌های دوقلو از ژوئن ۲۰۰۴ تا سپتامبر ۲۰۰۵ مشغول به کار بودند. در ژوئیه ۲۰۰۷، شیام توضیح داد: «ما با توجه به شرایط با بیشترین سرعت و دقت ممکن تست و ارزیابی طیف وسیعی از حالات را برای رسیدن به این نتیجه قطعی‌تر، انجام دادیم. بررسی‌های مرکز تجارت جهانی ۷ در برخی موارد فقط به عنوان به چالش کشیدن، اگر نه بیشتر از آن، در زمینه مطالعه برج‌ها می‌بود. با این حال، مطالعه حاضر در رابطه با منافع به دست آمده از پیشرفت‌های قابل توجه و فناوری و درسی است که از کار ما در برج حاصل شده‌است.

اندک عکس و کلیپ‌های ویدئویی وجود دارد که آسیب دیدن چهره جنوب ساختمان شماره ۷ مرکز تجارت جهانی در ۹/۱۱ را نشان می‌دهد. هلیکوپتر اخبار ABC فیلمی را از قسمت جنوبی ساختمان شماره ۷ مرکز تجارت جهانی، گرفته‌است که از جمله یک نگاه اجمالی از جای آسیب هاست، که در ۱۰ طبقه گسترش داشته‌است.

در نوامبر سال ۲۰۰۸، NIST گزارش نهایی خود را از علل فروپاشی مرکز تجارت جهانی ۷ منتشر کرد. این به دنبال پیش‌نویس گزارش ۲۱ اوت ۲۰۰۸، NIST بود که شامل یک دوره برای نظرات مردم می‌شد. در تحقیقات خود، NIST از ANSYS استفاده کرده مدل وقایعی راکه منجر به سقوط شد مدلسازی کند و مدل LS-DYNA برای شبیه‌سازی واکنش جهانی به وقایع می‌باشد. NIST اعلام کرد که سوخت دیزل نه در آسیب ساختاری، و نه در فروپاشی برج‌های دوقلو، و نه عناصر انتقال (ترسس، پل، و برآمدگی‌ها کنسول) نقش مهمی بازی نکرده‌است. اما کمبود آب برای مبارزه با آتش‌سوزی یک عامل مهم بود. آتش‌سوزی در طی بعد از ظهر از کنترل خارج شده بود. با از دست دادن حمایت‌های جانبی نه طبقه سوخته و باعث نزدیک شدن پرتوها به ستون ۷۹، و تحریک طبقه به شکست در اطراف ستون ۷۹ و فرونشست در طبقه ۸ تا ۱۴، شده‌است؛ و باعث کشیدن پنت هاوس شرق در نزدیکی ستون به پایین شده‌است. با کمانش این ستون مهم، پس از آن، فروپاشی از شرق به غرب در سراسر هسته پیشرفت کرده، در نهایت سربار حمایت محیط، که بین طبقات ۷ و ۱۷ قلاب شده، باعث گشت بخش باقی‌مانده از ساختمان بالا به عنوان یک واحد منفرد رو به پایین سقوط کند. آتش‌سوزی، توسط محتویات دفاتر اداری شدت یافته، و همراه با کمبود آب، از دلایل اصلی سقوط بوده‌است.

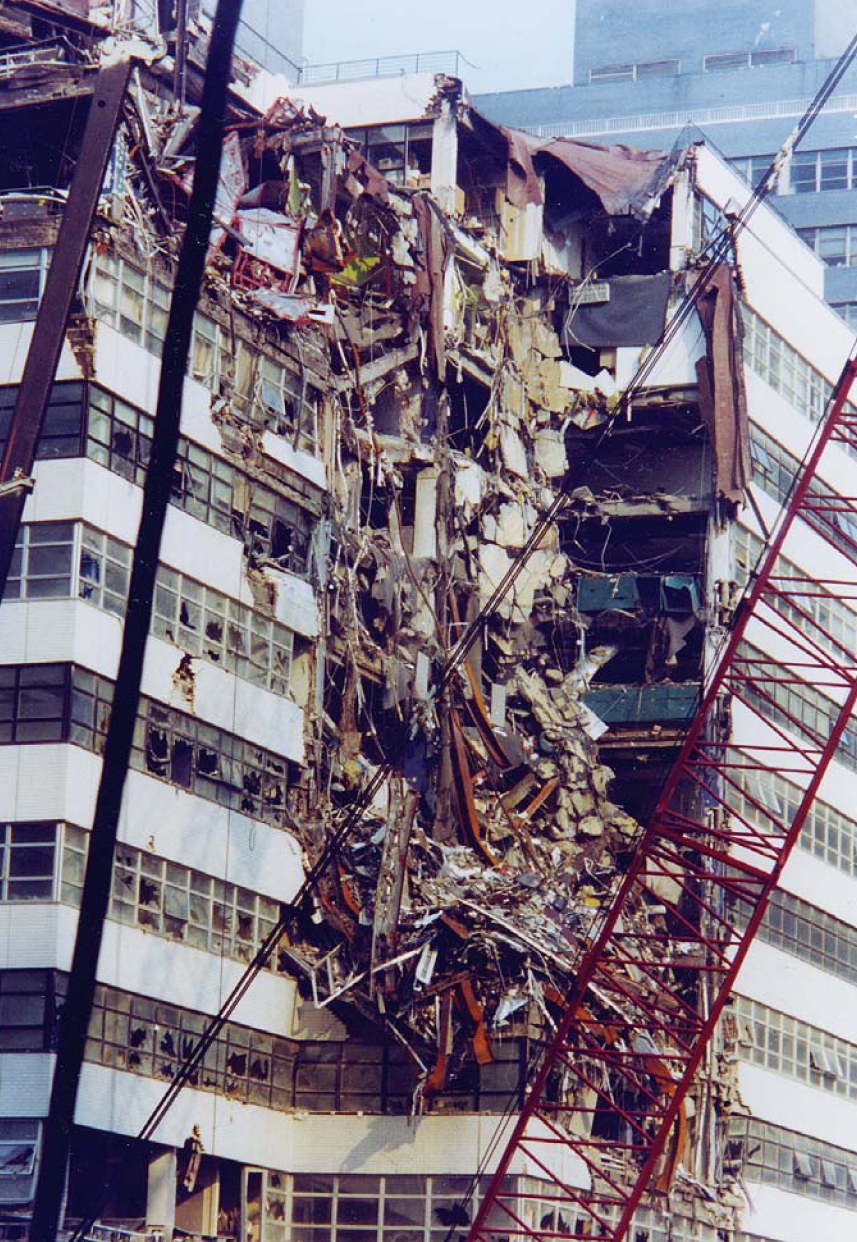
سالن فیترمن BMCC به شدت از سقوط ساختمان شماره ۷ مرکز تجارت جهانی تخریب شده‌است.

هنگامی که برای اولین بار مرکز تجارت جهانی ۷ سقوط کرد، آوار ناشی از آسیب قابل توجه بوده و باعث آسیب به قصبه فریتمن سالن ساختمان منهتن کالج، واقع در مجاورت برادوی غربی ۳۰، شده که به حدی که ساختمان قابل نجات نبود. طرح تجدید نظرشده برای تخریب در سال ۲۰۰۹ و تکمیل سالن جدید فریتمن در سال ۲۰۱۲، با هزینه ۳۲۵ میلیون دلار ارائه شد. ساختمان ورایزون، که یک آرت دکو بود و در سال ۱۹۲۶ساخته شد، آسیب گسترده‌ای به نما شرق ساختمان وارد ساخت. هر چند که با هزینه ۱۴۰۰۰۰۰۰۰۰ دلار قابل ترمیم می‌باشد.
فایل‌های مربوط به تحقیقات فدرال‌های متعدد در مرکز تجارت جهانی ۷ قرار گرفته بود. هزاران مورد فایل SEC، نابود شدند هر چند SEC گفته‌است بسیاری از فایل‌های مهم می‌تواند بازسازی شود. سالومون برادرز، یک شرکت تابعه از سیتی گروپ، فایل‌ها را از دست داد و بعد از آن از SEC آن‌ها را درخواست کرد. کمیسیون بیش از ۱۰٬۰۰۰ فرصت اشتغال و مواردی که آن را تحت تأثیر قرار دادند، برآورد کرده‌است. فایل‌های تحقیقاتی بزرگترین دفتر سرویس مخفی نیز در سقوط از دست رفت، سرویس مخفی گفت: «همه شواهدی که ما در ساختمان ۷ تجارت جهانی در تمام موارد ذخیره کرده بودیم با ساختمان از دست رفت».
گزارش NIST هیچ مدرکی دال بر این نیافت که ساختمان شماره ۷ مرکز تجارت جهانی توسط یک توطئه تخریب کنترل‌شده فرو ریخته‌است. به‌طور خاص، الگوی شکستگی پنجره و انفجار که می‌توانست ناشی از استفاده از مواد منفجره باشد، مشاهده نشد. این موضوع که به جای انفجار از مواد آتش‌زا مانند ترمیت استفاده شده بود، به دلیل مشاهده آتش، توسط NIST بعید در نظر گرفته شد.
NIST بر اساس تحقیقات خود، گزارش قبلی‌اش را از فروپاشی برج‌های دوقلو تصریح کرد، و اقدام فوری روی توصیه‌های بیشتر را خواستار شد: که مقاومت در برابر آتش باید با این فرض که آبپاش‌ها در دسترس هستند مورد بررسی قرار گیرد؛ و اثرات انبساط حرارتی در سیستم‌های پشتیبانی طبقه در نظر گرفته شود. با شناخت این موضوع که کدهای فعلی ساختمان برای جلوگیری از از دست دادن زندگی ساخته شده‌اند و نه برای فروریختن ساختمان، نقطه اصلی در توصیه‌های NIST این بود که ساختمان حتی اگر آب پاش در دسترس نداشته باشد، نباید به دلیل آتش‌سوزی سقوط نکند.

## ساختمان جدید

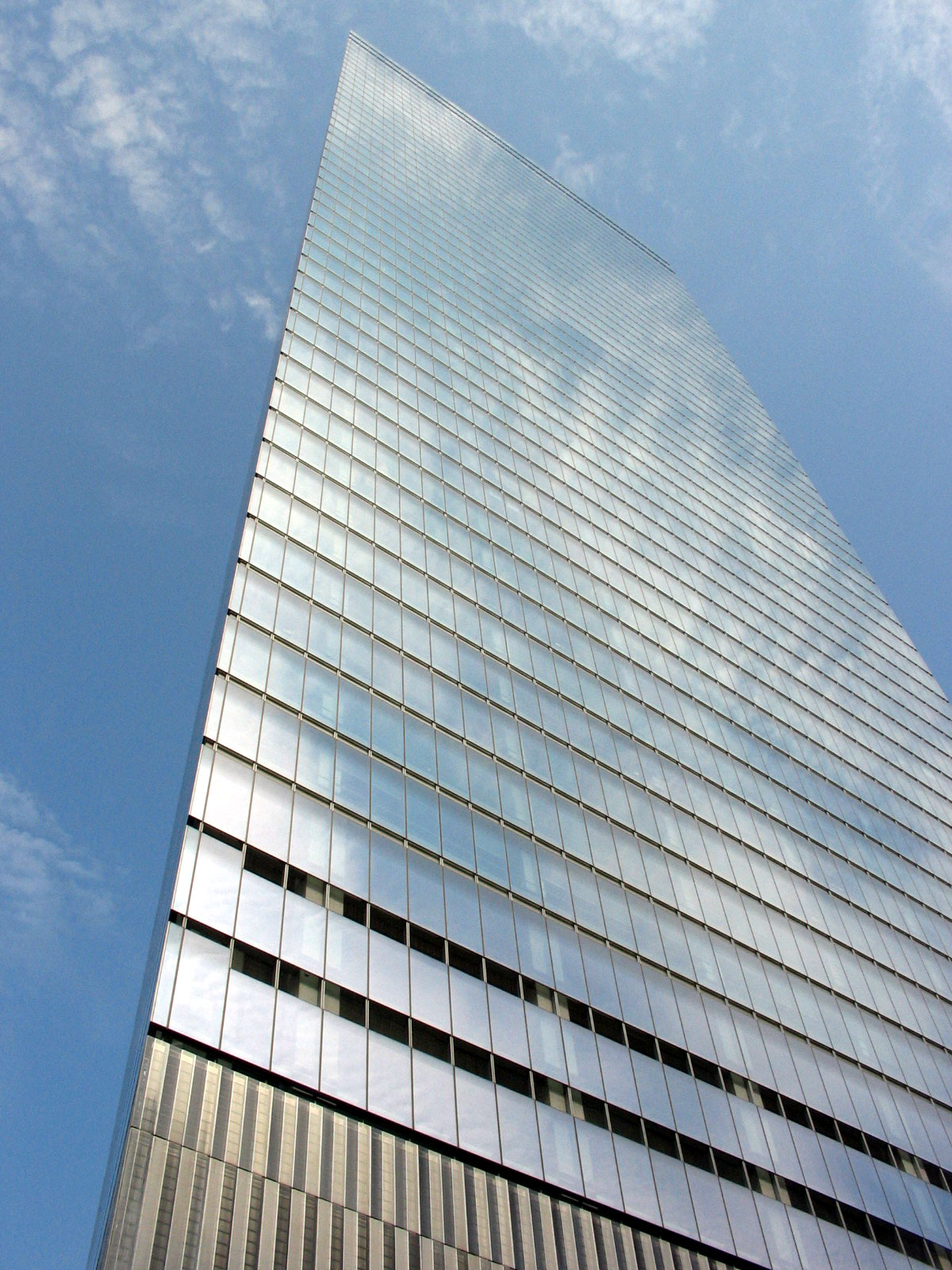
ساختمان شماره ۷ جدید مرکز تجارت جهانی

ساختمان شماره ۷ جدید مرکز تجارت جهانی دارای ۵۲ طبقه است و ۷۴۱ فوت (۲۲۶ متر) می‌باشد. این ساختمان دارای ۴۲ طبقه از فضای لیزبل می‌باشد، در طبقه ۱۱ ام شروع می‌شود، و در مجموع ۱۷۰۰۰۰۰ فوت مربع (160000 M2) از فضای اداری را دارا می‌باشد. ده طبقه اول برق و قدرت را به بسیاری از منهتن فراهم می‌کند. برج اداری یک رد پا باریک در سطح زمین نسبت به سلف خود دارد، به‌طوری‌که این قسمت از خیابان گرینویچ می‌تواند نسبت به تریبکا و امور مالی دوباره ترمیم شود.

### طراحی
دیوید چایلدز از اسکیدمور، اوینگز و مریل با هنرمند و طراح شیشه جیمز کارپنتر برای ایجاد طرحی کار می‌کرد، که با استفاده از شیشه فوق‌العاده روشن و کم آهن، بازتاب بهتر نور را فراهم می‌نمود. آن‌ها از فولاد ضدزنگ مولیبدن حاوی نوع ۳۱۶ در نمای ساختمان استفاده می‌کردند که، مقاومت را در برابر خوردگی افزایش می‌دهد. علاوه بر پست قدرت و بهبود زیبایی آن، ساختمان دارای یک دیوار حایل با فولاد ضدزنگ است که هواکش‌های تهویه برای ماشین آلات تعبیه شده را فراهم می‌کند. در طول روز، این دیوار منعکس‌کننده نور می‌باشد، در حالی که در شب آن را با چراغ LED آبی رنگ روشن می‌کنند. این دیوار در اطراف لابی با استفاده از چند لایه شیشه، به شدت حرارت را تقویت کرده که مطابق با استانداردها، مقاومت را در برابر انفجار بالا می‌برد. در شب، یک مکعب بزرگ از نور آبی بالا لابی سرچشمه می‌گیرد، در حالی که در طول روز نور سفید به لابی می‌تاباند، و در هنگام غروب آن آبی بنفش و به رنگ آبی تیره درمی آید. در داخل لابی اصلی، هنرمند، جنی هولزر پانل‌های پلاستیکی گسترده‌ای از نور بزرگ با متن درخشان در حال حرکت نصب و راه‌اندازی کرد. کل دیوار، که ۶۵ فوت (۲۰ متر) عرض و ۱۴ فوت (۴. ۳ متر) ارتفاع داشت، با توجه به زمان در طول روز تغییر رنگ می‌داد. هولزر با کلارا سیلوراستاین، همسر لری سیلوراستاین، برای انتخاب شعر برای راه‌اندازی هنر همکاری می‌کرد.
این ساختمان به عنوان امن‌ترین آسمان خراش در ایالات متحده شناخته می‌شود. با توجه به سیلوراستاین پراپرتیز، صاحب ساختمان، این سازه «میزبانی برای زندگی ایمن است که نمونه اولیه ساخت و ساز ساختمان‌های نو خواهد شد.» این ساختمان دارای آسانسوری به ضخامت ۲ فوت (۶۰ سانتی‌متر) می‌باشد و راه پله ضد حریق به شفت‌های بتنی دسترسی دارد. ساختمان اصلی فقط از تیغه برای دسترسی به این شفت استفاده می‌کند. راه پله نسبت به ساختمان اصلی گسترده‌تر بود که امکان خروج سریع‌تر را فراهم می‌کند.
مرکز تجارت جهانی شماره ۷ با آسانسور به مقصد اوتیس مجهز شده‌است. پس از فشار دادن شماره طبقه مقصد در صفحه کلید آسانسور، مسافران وارد آسانسور شده و آسانسور در طبقه انتخاب شده متوقف می‌شود). این سیستم برای کاهش انتظار در آسانسور و زمان سفر طراحی شده‌است. سیستم آسانسور به لابی گردان و سیستم کارت خوان مجهز شده‌است که طبقه‌ای که در آن یک فرد کار می‌کند و وارد آسانسور می‌شود را مشخص می‌کند و می‌تواند به‌طور خودکار آسانسور با آن طبقه تماس بگیرید.
نزدیک به ۳۰ درصد از فولاد مورد استفاده در ساختمان متشکل از فولاد قابل بازیافت است. آب باران جمع‌آوری شده و برای آبیاری پارک و خنک کردن ساختمان مورد استفاده قرار می‌گیرد. ساختمان به گونه‌ای طراحی شده‌است که دارای ویژگی‌های طراحی پایدار است و اجازه می‌دهد که از مقدار زیادی از نور طبیعی، در ساختمان استفاده شود تا انرژی ذخیره شود، و بخار و حرارت دوباره مورد استفاده قرار گیرد. همچنین مواد بازیافتی برای عایق کاری ساختمان به کار رفته‌اند.

### ساخت و ساز

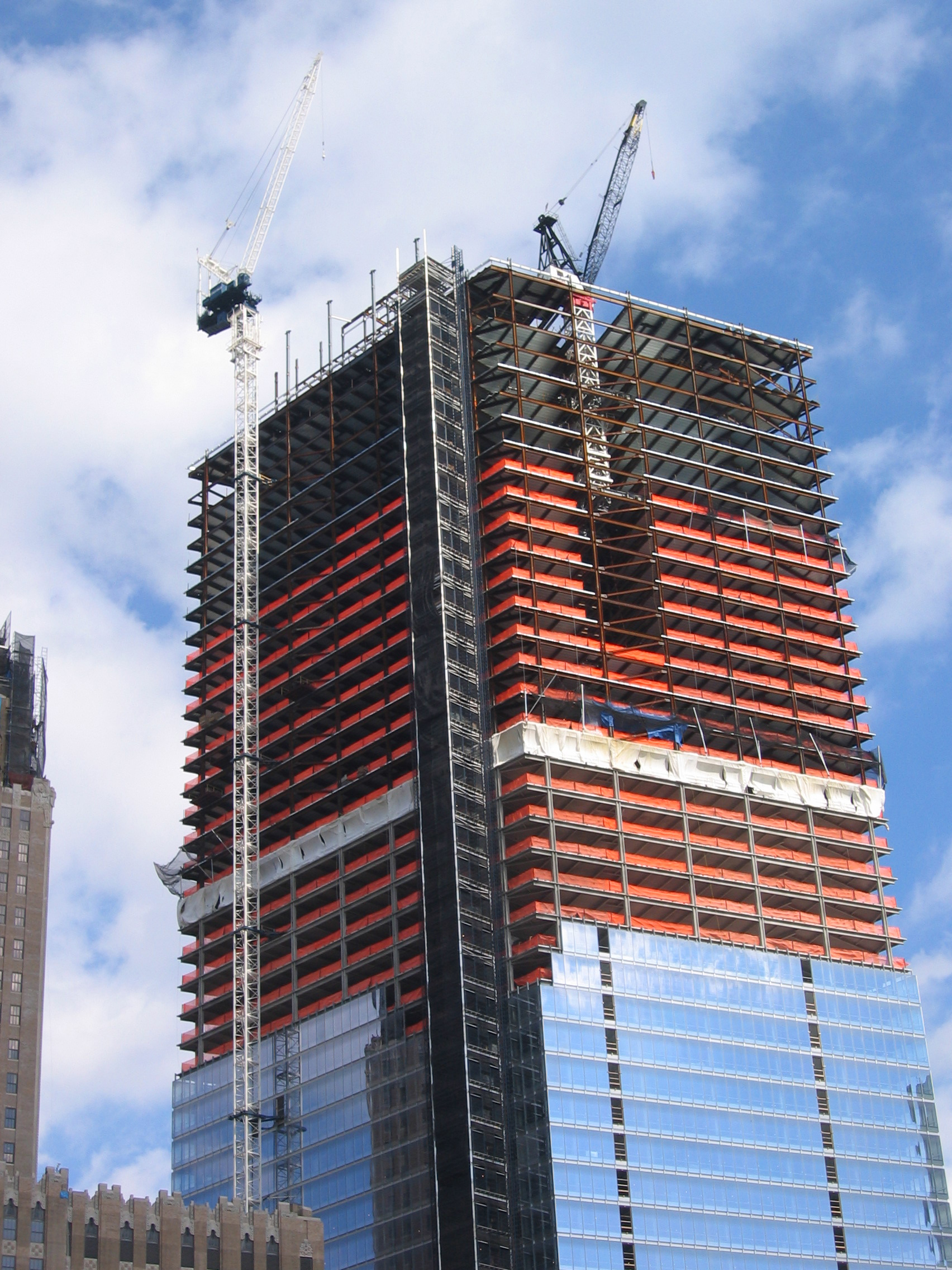
ساخت و ساز مرکز تجارت جهانی ۷ در ماه اکتبر سال ۲۰۰۴.

ساخت و ساز ساختمان شماره ۷ جدید مرکز تجارت جهانی در تاریخ ۷ مه ۲۰۰۲، با نصب و راه‌اندازی نرده در اطراف محل ساخت و ساز آغاز شد. شرکت ساخت و ساز تیشمن با همکاری شرکت نیویورک، کار ساخت ساختمان شماره ۷ جدید مرکز تجارت جهانی را در سال ۲۰۰۲ و اندکی پس از پاکسازی منطقه از آوارها شروع کردند. بازگرداندن پست‌های الکتریکی اولویتی فوری برای پاسخگویی به خواسته‌های برق منهتن بود. از آنجا که ساختمان شماره ۷ مرکز تجارت جهانی از ۱۶ هکتار اصلی منطقه مرکز تجارت جهانی جدا است، لری سیلوراستاین نه تنها به دریافت تأیید از اداره بنادر و بازسازی نیاز داشت بلکه می‌بایستی کار را با سرعت پیش می‌برد. ساختمان هفت در اصل طرح جامع مرکز تجارت جهانی یک بود که توسط دانیل لیبسکیند ارائه شد، اما توسط اسکیدمور، اوینگز و مریل و تحت رهبری دیوید چایلدز، که تا حد زیادی این طرح را دوباره طراحی کرد، روبه جلو حرکت نمود.
زمانی که ساخت و ساز پست برق در اکتبر ۲۰۰۳ کامل شد، کار بر روی دفتر برج ساختمان پیش رفت. یک روش غیرمعمول در ساخت ساختمان مورد استفاده قرار گرفت؛ نصب قالب فولادی قبل از اضافه کردن هسته بتنی اجازه داد برنامه ساخت و ساز چند ماه کوتاه‌تر شود. ساخت و ساز در سال ۲۰۰۶ با هزینه ۷۰۰ میلیون دلار تکمیل شد. اگر چه سیلوراستاین ۸۶۱ میلیون دلار از بیمه ساختمان قدیمی گرفت، بیش از ۴۰۰ میلیون دلار آن را به عنوان وام مسکن بدهکار بود. هزینه‌های بازسازی با ۴۷۵ میلیون دلار از اوراق قرضه آزادی، که معاف از مالیات بود و به تحریک بازسازی در منهتن کمک می‌کرد و همچنین از حق بیمه باقی‌مانده از سایر خرج‌ها تحت تأمین شد.
دیوید چایلدز به همراه کن اسمیت و همکارش، آنی وینمیر، از شرکت معماری اسمیت، ۱۵۰۰۰ فوت مربع (1400 m2) پارک مثلثی بین خیابان گرینویچ و غرب برادوی ایجاد کردند. این پارک شامل میدان مرکزی باز با فواره و باغ‌هایی از درختان شیرین‌ژد و درختچه‌های شمشاد است. در مرکز فواره، گل بالون (سرخ)، اثر جف کونز مجسمه‌ساز، ایجاد شد که آینه درخشانش نشان دهنده یک بادکنک پیچ خورده در شکل یک گل بود.

### افتتاح

سایت مقدماتی در نظر گرفته شده برای بازسازی مرکز تجارت جهانی

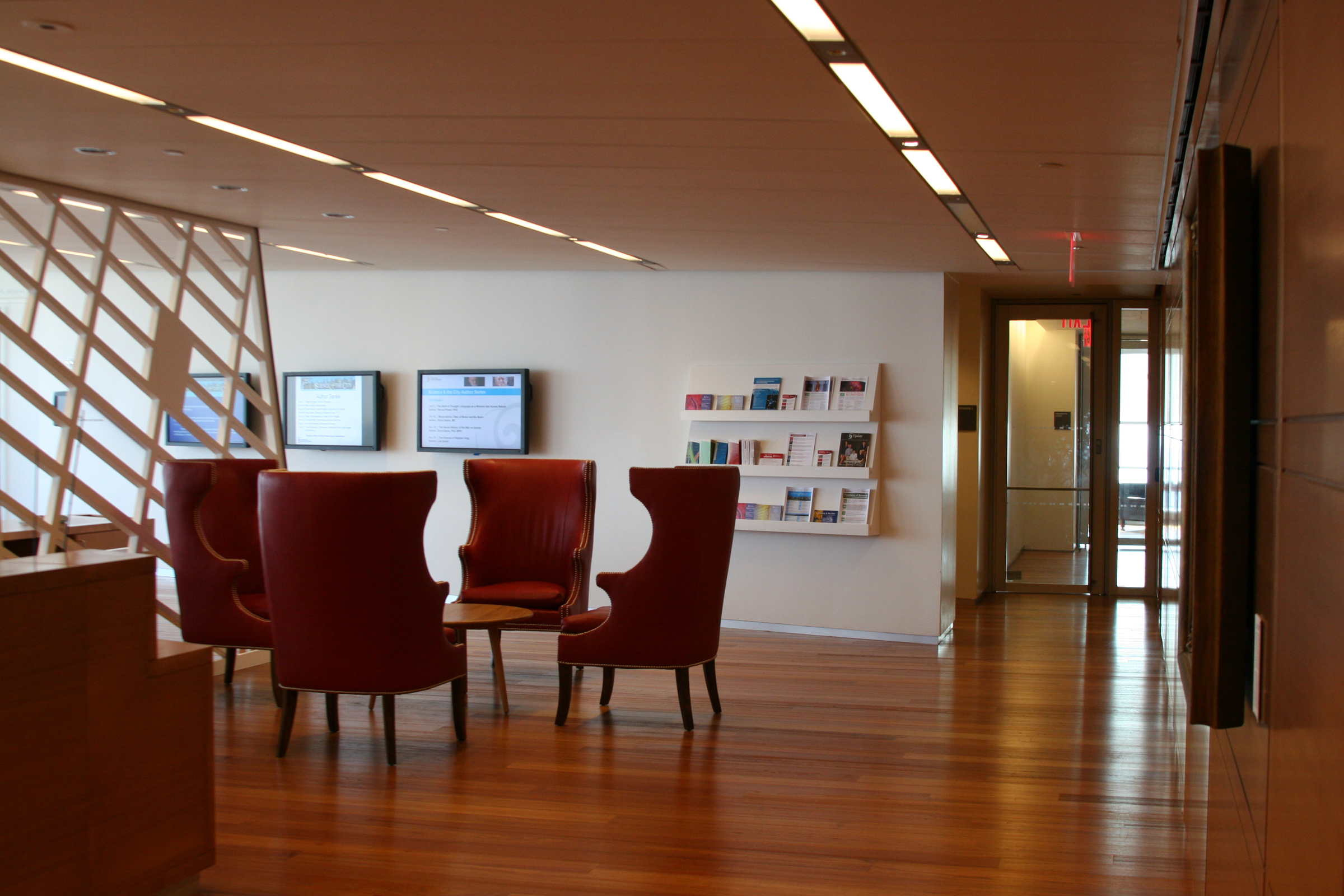
آکادمی نیویورک دفتر علوم (لابی) در طبقه ۴۰

این ساختمان به‌طور رسمی در ظهر در ۲۳ مه ۲۰۰۶، با یک کنسرت رایگان از سوزان وگا، با عنوان مقابله شهروند، بیل ویر ویبز، دختران برزیلی، اولابله، دختر فرعون، رونان تاینن (از تنورس ایرلندی)، و مهمان ویژه، لو رید افتتاح شد. قبل از بازکردن در ماه مارس ۲۰۰۶، نما و لابی ساختمان شماره ۷ جدید مرکز تجارت جهانی در صحنه‌ای از فیلم غریبه کامل با بازی هلی بری و بروس ویلیس مورد استفاده قرار گرفت.
از زمان افتتاح ساختمان، چند طبقه استیجاری بالا برای رویدادهایی مانند ناهار خیریه، شوی مد، و گالاس کراوات-سیاه مورد استفاده قرار گرفته‌است. سیلوراستاین پراپرتیز، اجازه داد در ساختمان تازه از این رویدادها برگزار شود تا مردم به داخل آن بیایند و آن را از نزدیک ببینند. از ۸ سپتامبر تا ۷ اکتبر ۲۰۰۶، اثر هنری جاناتان هایمن عکاس، در «چشم‌انداز آمریکایی» نمایش داده شد، که یک نمایشگاه آزاد است که توسط بنیاد یادبود مرکز تجارت جهانی، در مرکز تجارت جهانی ۷ برگزار می‌شود. این عکس‌ها پاسخ مردم را در شهر نیویورک و سراسر ایالات متحده پس از حملات ۱۱ سپتامبر ۲۰۰۱، نشان می‌دادند. نمایشگاه در طبقه ۴۵ بود در حالی که فضای در دسترس برای اجاره باقی‌مانده بود.
در ماه مارس سال ۲۰۰۷، ۶۰ درصد از ساختمان اجاره داده شد. در سپتامبر ۲۰۰۶، اجاره نامه ۲۰ ساله به اجاره ۱۵ طبقه از مرکز تجارت جهانی ۷ به امضا رسید. سایر مستاجران مرکز تجارت جهانی ۷، در ماه مه سال ۲۰۰۷، اجاره را امضا کردند که شامل ای. بی. ان آمرو، آمریپرلیز فایننشل، داربی داربی پی.سی. مشارکت ال.سی. سی مانسوئتو، ناشر کسب و کار فست‌کمپانی، و آکادمی علوم نیویورک می‌باشد.
فضای اشغال شده توسط مشارکت مانسوئتو برای استفاده از حداکثر میزان نور طبیعی طراحی شده‌است و دارای طرح طبقه باز می‌باشد. فضای استفاده شده توسط آکادمی علوم نیویورک در طبقه ۴۰، توسط معماری همکاری H3 هاردی، و با آثار متوازی‌الأضلاع شکل از ساختمان طراحی شده‌است. همگام با طراحی سبز ساختمان، NYAS در بسیاری از مبلمان اداری، از مواد قابل بازیافت، استفاده کرده و گرمایش و سرمایش منطقه‌ای و چراغ تشخیص حرکت (اتوماتیک)، را به کار گرفته‌است. نحوه کار آن خودکار است و تنها در زمانی که مردم حضور دارند روشن می‌شود و با توجه به تنظیم نور خورشید دریافتی در ساختمان تعبیه شده‌است.
یکی از ویژگی طرح سیلوراستاین پراپرتیز همچنین این است که دارای دفاتر و سوئیت دفتر اجرایی در مرکز تجارت جهانی ۷، همراه با فضای اداری استفاده شده توسط شرکت‌های معماری و مهندسی برای کار بر روی ساختمان شماره ۱ مرکز تجارت جهانی، در ۱۵۰ خیابان گرینویچ، ۱۷۵ خیابان گرینویچ، و ۲۰۰ خیابان گرینویچ می‌باشد. این ساختمان به‌طور کامل در سپتامبر ۲۰۱۱ کامل شد زمانی که شرکت ام‌اس‌سی‌آی گزارش کرده بود که به یک فضای ۱۲۵. ۰۰۰ فوت مربع در طبقه بالا برای اجاره نیاز دارد.